# Бранимир (княз)
Бранимир (на хърватски: Branimir) е хърватски княз, последният потомък на княз Домагой, застанал начело на Приморска Хърватия от 879 до 892 г. Той е първият владетел, управлявал хърватската държава без да е подчинен на Византия или на Франкската империя. Получава от папа Йоан VIII титлата Dux Chroatorum (княз на хърватите).
През 879 г. недоволни от политиката на княз Здеслав боляри, търсещи сближение с папата против интересите на Византия към хърватските земи, вдигат бунт и убиват Здеслав близо до Книн. След това издигат Бранимир за княз като неговото възкачване на трона става с благословията на Светия престол, което на практика представлява признание на независимостта на хърватската държава.
Политиката на новия княз е насочена към засилване мощта на Хърватия и отдалечаване от сферата на влияние на Византия. След смъртта на назначения от константинополския патриарх архиепископ на Сплит, Бранимир назначава на тази длъжност архиепископа на Нин без да се допита до мнението на патриарха. Впрочем Бранимир по аналогичен начин взима самостоятелни решения без да се съобрази и с волята на Рим. Така например папата остава подразнен от решението на Бранимир да разреши паралелното използване в църковното богослужение на латинския и славянския език.
Бранимир успява да издигне авторитета и силата на Хърватия по време на своето управление дотолкова, че венецианците, с които при сетнешните владетели Хърватия щяла да воюва дълго и които щели да поставят под свой контрол цяла Далмация, сега при неговото царуване са задължени да плащат данък за преминаването на корабите си покрай хърватското крайбрежие.
Резиденцията на Бранимир се намира в Нин.
Бранимир умира през 892 г. и е наследен от Мунцимир. В съвременна Хърватия има учреден орден на княз Бранимир (Red kneza Branimira), който се присъжда като една от най-значимите държавни награди.